# Jesús de Nazareth (musical)
Jesús de Nazareth, la pasión, es un musical de Carlos Abregú y Angel Mahler
El Musical, describe la Pasión, Muerte y Resurrección de Jesús sobre la base de los textos bíblicos. Es desarrollado por el grupo Banuev, especializado en musicales religiosos.
Fue estrenado en el año 2000, con la dirección de Carlos Abregú y la música de Ángel Mahler. A partir de entonces, se ha presentado en diversas oportunidades, como en la Jornada Mundial de la juventud de Alemania, junto a Su Santidad Benedicto XVI.

## Elenco
Musicalización: Angel Mahler
Dirección: Carlos Abregú
Producción: BANUEV
y Entre otros:
Juan Rodo Jesús de Nazareth -
Marisol Otero Virgen María - 
Marcelo Filardo Poncio Pilatos - 
Mónica D’agostino María Magdalena -
Jorge Gerbaudo Pedro -
Martín Repetto Judas -
Rodrigo Aragón Buen Ladrón, Simon -